# Anhinga novaehollandiae
L'aninga australiana (Anhinga novaehollandiae (Gould, 1847)) è un uccello appartenente alla famiglia Anhingidae.

## Distribuzione e habitat
La specie è diffusa in Indonesia, Nuova Guinea, Australia e Timor Est. Accidentale in Nuova Zelanda.